# West Monroe (Louisiana)
West Monroe ist eine Stadt im Ouachita Parish im Bundesstaat Louisiana in den Vereinigten Staaten mit 13.103 Einwohnern (Stand: Volkszählung 2020).  Sie liegt am Ouachita River, gegenüber der benachbarten Stadt Monroe. Die beiden Städte werden oft als die Zwillingsstädte im Nordosten Louisianas bezeichnet. Die Einwohnerzahl betrug bei der Volkszählung 2010 13.065 und sie ist Teil der Monroe Metropolitan Statistical Area.

## Geschichte
Ursprünglich 1837 als Byron von John Campbell am Fuß der Fähranlegestelle nach Monroe angelegt, scheiterte die Stadtentwicklung und Campbell ging bankrott. Das Gebiet wurde von Christopher Dabbs gekauft, einem Arzt aus Virginia, der 1854 die Pläne für Cotton Port einreichte; 1859 wurde es offiziell anerkannt. Das Wachstum der Stadt begann mit der Ankunft der Vicksburg, Shreveport, & Texas Railroad und dem Bau der Brücke über den Ouachita. Cotton Port boomte als Flusshafen und Eisenbahndepot. Später wurde die Siedlung nach dem benachbarten Monroe in West Monroe umbenannt.

## Demografie
Nach einer Schätzung von 2019 leben in West Monroe 12.227 Menschen. Die Bevölkerung teilte sich im selben Jahr auf in 58,8 % Weiße, 35,3 % Afroamerikaner, 0,2 % amerikanische Ureinwohner, 1,4 % Asiaten und 0,9 % mit zwei oder mehr Ethnizitäten. Hispanics oder Latinos aller Ethnien machten 3,2 % der Bevölkerung aus. Das mittlere Haushaltseinkommen lag bei 32.246 US-Dollar und die Armutsquote bei 28,5 %.

## Söhne und Töchter der Stadt
- Kay Robertson (* 1947 oder 1950), Reality-TV-Darstellerin
- James D. Halsell (* 1956), Astronaut
- John Brodnax, Musiker